# Joan Sawyer
Joan Sawyer ist eine Filmregisseurin und Filmproduzentin, die 1985 für einen Oscar nominiert war.
Bei dem 1984 erschienenen Dokumentar-Kurzfilm Code Gray: Ethical Dilemmas in Nursing führte Joan Sawyer Regie und produzierte den Film auch gemeinsam mit Ben Achtenberg. Beide erhielten für und mit dem Film eine Oscarnominierung in der Kategorie „Bester Dokumentar-Kurzfilm“. Der Film setzt sich mit den Schwierigkeiten und Herausforderungen auseinander, denen Krankenschwestern und Krankenpfleger sowie medizinisches Personal allgemein ausgesetzt sind. Sawyer und Achtenberg mussten die Auszeichnung jedoch Marjorie Hunt und Paul Wagner und deren Film The Stone Carvers überlassen, der sich mit der Arbeit von Steinbildhauern beschäftigt. 
Über Joan Sawyers Ausbildung sowie darüber, was sie vor der Erstellung des Films und danach getan hat, ist nichts bekannt.